# Saturn-Film
Saturn-Film va ser la primera empresa productora cinematogràfica d'Àustria. Va ser fundada per fotògraf Johann Schwarzer a Viena i va existir entre 1906 i 1911.
El programa de la companyia consistia exclusivament en curtmetratges eròtics que es venien internacionalment per catàleg. Un total de 52 pel·lícules, 26 de les quals s'han conservat, es poden assignar clarament a la producció de Saturn-Film.

## Història

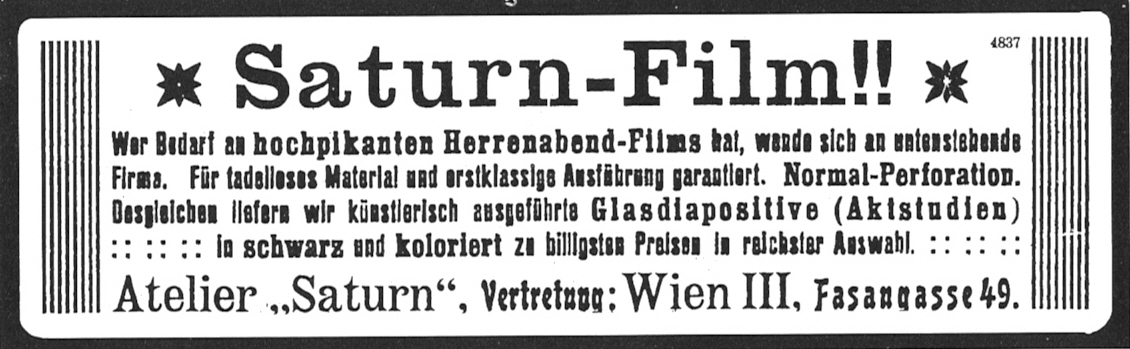
Primer anunci de Saturn-Film el 3 de novembre de 1906 a la revista de cinema Der Komet.

El 1906, el fotògraf i químic de formació Johann Schwarzer, de 26 anys va obrir un estudi fotogràfic a Fasangasse 49 al Landstraße. A la tardor del mateix any, a causa de la gran demanda d'enregistraments de pel·lícules eròtiques, va decidir fer aquests enregistraments ell mateix. El 3 de novembre de 1906, va anunciar per primera vegada les seves "pel·lícules nocurnes molt picants per cavallers" amb un anunci en una revista de cinema. Atès que fins aquest any només es projectaven pel·lícules fetes a l'estranger o per productors estrangers a Àustria, Saturn-Film es considera la primera productora cinematogràfica austríaca.
A finals de 1908, Johann Schwarzer va traslladar el seu estudi a Arenbergring 15, on va poder ampliar la producció i, posteriorment, oferir les seves produccions un 25 per cent més barates, tal com ho anunciava. També va enviar els seus catàlegs sobre la selecció de pel·lícules a l'estranger i es titulaven  "Saturn-Atelier pour films piquants" . Les seves pel·lícules nocturnes picants per homes van gaudir ràpidament de popularitat internacional, tal com indiquen les troballes en arxius i col·leccions cinematogràfiques repartides arreu tel món.
Cadascuna de les 20 pel·lícules que s'oferien al catàleg tenia una descripció detallada i una foto; així era com Schwarzer ho havia copiat de les grans productores franceses com Pathé Frères. La facturació es basava en la durada de la pel·lícula. Per exemple, la franja de 110 metres de llargada Eine moderne Ehe (1906) costava 198 corones. Altres pel·lícules del catàleg tenien títols com Am Sklavenmarkt, Das Sandbad i Weibliche Ringkämpfer. Els catàlegs posteriors no es coneixen. És possible que després de la difusió del primer catàleg, la demanda fos prou alta fins i tot sense un altre catàleg. Els anuncis als diaris van fer la resta. El negoci va acabar l'any 1911 quan la policia va confiscar el material de pel·lícules. En aquella època Àustria encara era molt restrictiva pel que fa a la pell nua. Un any més tard, el pintor Egon Schiele va ser empresonat durant 24 dies per representacions pornogràfiques.

## Programa
Saturn-Film produïa exclusivament pel·lícules eròtiques, totes amb una durada d'uns 10 minuts cadascuna, que era habitual en aquell moment. Les gravacions sempre mostren una o més dones que es despullen o les despullen. La trama va des d'escenes quotidianes amb potencial voyeurístic, com despullar-se o canviar-se de roba al bany, a la platja o al metge, fins a històries breus en què, per exemple, les escultures d'un escultor cobren vida (Der Traum des Bildhauers, 1907) o Eine moderne Ehe (1907), en què els dos cònjuges no són tan estrictes pel que fa a la fidelitat. També són populars temes amb títols exòtics com Im Harem (1907) o Faun und Nixen (1907) i el tema de l'esclavitud, que apareix en diverses pel·lícules. És concebible que els títols poques vegades donaven més que el rerefons i l'escenari de la trama, que sempre consistia a exposar dones nues en activitats diverses. Pel que fa a la llibertat de moviment, les pel·lícules estaven al mig del camp en comparació amb les produccions d'altres companyies cinematogràfiques de l'època, ja que les actrius sempre es veien nues, però mai en actes pornogràfics. El catàleg cridava l'atenció sobre això, que descrivia aquest incident de la següent manera: "En aquest punt ens agradaria cridar la vostra atenció sobre el fet que les nostres pel·lícules són de tendència purament artística i que evitem amb minuciositat danyar la seva bellesa".
Les pel·lícules eren en blanc i negre, tintades de groc o marró, mudes, algunes amb subtítols i en el format 16 mm o 35 mm. El material de la pel·lícula era la pel·lícula de cel·luloide comuna, aleshores feta de nitrocel·lulosa, les propietats essencials de la qual són la fàcil inflamabilitat i descomposició. No obstant això, la major part de les produccions que s'han trobat s'han conservat i estan sent conservades pel Filmarchiv Austria.

## Pel·lícules

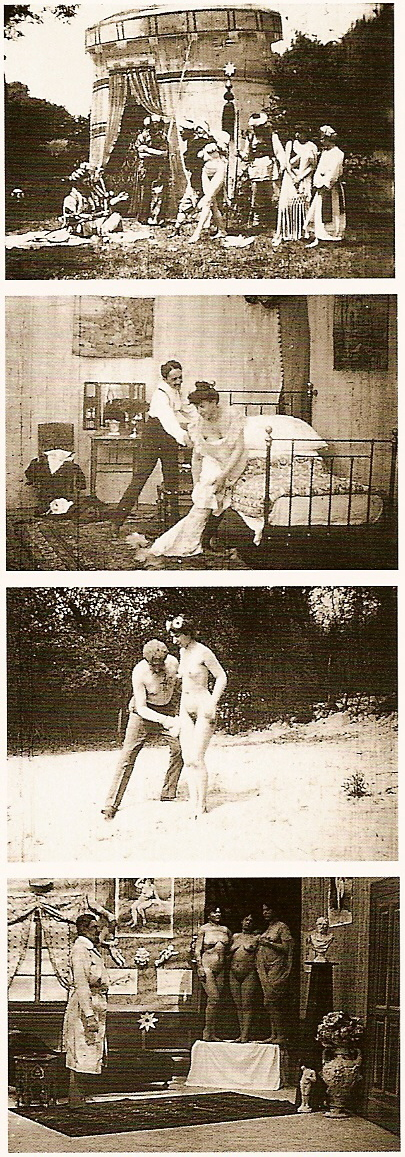
Fotogrames d' Am Sklavenmarkt, Eine moderne Ehe, Das Sandbad i Der Traum des Bildhauers.

Es poden atribuir clarament a Saturn-Film 50 pel·lícules, així com dues recopilacions que Saturn-Film va incloure sota els seus propis títols al catàleg. La font van ser els catàlegs interns, el directori creat durant la confiscació per part de la policia, els anuncis als diaris de Saturn-Film i, en casos individuals, la comparació tècnica i estilística amb la resta de produccions, de les quals no hi ha, per tant, el títol original, però es va convertir en un títol d'arxiu determinat pel Filmarchiv Àustria.
Com que no es coneixen les dates de producció de les pel·lícules, s'ordenen per la font en què es van esmentar per primera vegada. Aquelles pel·lícules que no s'esmenten al primer catàleg de 1907, doncs, deuen haver estat realitzades entre 1908 i 1910. Si està disponible i es coneix, també es donen títols en llengües estrangeres i altra informació.

### Catàleg de Saturn-Film, comanda original
- Baden verboten
- Der Traum des Weidmannes
- Das unruhige Modell
- Das Sandbad (longitud conservades: 29 metres)
- Schaukelpartie
- Diana im Bade
- Schleiertanz
- Jugendspiele (compilació Cricket und Reifenspiel i Springschnur und Amazonen)
- Cricket und Reifenspiel
- Springschnur und Amazonen
- Sklavenschicksal (francès: sort d'une esclave, italià: destino di schiavi)
- Ein böser Fall
- Der Angler
- Sklavenraub
- Am Sklavenmarkt (longitud conservada: 50 meters)
- Jugendspiele III
- Faun und Nixen
- Weibliche Ringkämpfer
- Der Traum des Bildhauers (metratge original: 95 metres; conservat: 79 metres)
- Im Harem
- Die Sklaverei im Orient (compilació de Sklavenraub, Sklavenmarkt i Im Harem)
- Sklavenschicksal
- Eine aufregende Jagd
- In der Garderobe (francès: dans la garde-robe, italià: nella guardaroba)
- Eine moderne Ehe (longitud original: 110 metres; conservat: 107 metres; subtítols en alemany)
- Im Hotel

### Anunci de les pel·lícules confiscades l'any 1911 al Butlletí Oficial de laWiener Zeitung:[6]
- Im Bade
- Ein toller Streich
- Zimmer zu vermieten
- Aufregende Lektüre
- Die Macht der Hypnose (longitud conservada: 131 Meter)
- Lebender Marmor
- Weibliche Assentierung
- Im Atelier
- Wie der Herr, so der Diener
- Der Hausarzt
- Bei Madame Juliette
- Der Kunstmäzen
- Pfänderspiele
- Der Erbonkel
- Ehebruch oder nicht
- Die lebenden Marmorbilder

### Nota aÖsterreichischen KometNr. 283[7]
- Morgentoilette einer Lebedame
- Damenvarieté
- Modelle
- Er versteht sie nicht

### A laStiftung Deutsche Kinemathek, enregistraments no esmentats anteriorment que es poden assignar a Saturn-Film[7]
- Das eitle Stubenmädchen
- Beim Fotografen (títol d'arxiu)
- Zwei Männer im Bett ist einer zu viel (títol d'arxiu)
- Erotik des Schuhwerks (títol d'arxiu)
- Drei lustige Mädchen (títol d'arxiu)
- Eine lustige Geschichte (Elena Dagrada)
- Ohne Titel